# Eleições parlamentares na Noruega em 2009
As eleições parlamentares norueguesas de 2009 foram realizadas em 14 de setembro. A votação antecipada começou em 10 de agosto. No pleito, os eleitores elegeram todos os 169 membros do Storting, que são eleitos a cada quatro anos.
Apesar da oposição ter recebido mais votos populares, a governante Coalizão Vermelha-Verde obteve mais assentos no Parlamento, o que significa que Jens Stoltenberg continuou sendo o primeiro-ministro do país. Os partidos de direita ganharam votos em relação ao pleito de 2005. O centrista Partido Liberal não conseguiu atingir a cláusula de barreira de 4% e viu sua bancada ser reduzida para dois parlamentares.

## Partidos participantes
Um total de 24 partidos se inscreveram, lançando 3.668 candidatos.
- Partido do Centro (Senterpartiet)
- Partido Democrata Cristão) (Kristelig Folkeparti)
- Partido Conservador (Høyre)
- Partido Trabalhista (Arbeiderpartiet)
- Partido Liberal (Venstre)
- Partido do Progresso (Fremskrittspartiet)
- Partido da Esquerda Socialista (Sosialistisk Venstreparti)
- Partido Verde (Miljøpartiet De Grønne)
- Partido Vermelho (Rødt)
- Partido Costeiro (Kystpartiet)
- Democratas (Demokratene)
- Partido da Unidade Cristã (Kristent samlingsparti)
- Partido dos Pensionistas (Pensjonistpartiet)
- Partido Comunista da Noruega (Norges Kommunistiske Parti)
- Partido Liberal Popular da Noruega (Det Liberale Folkeparti)
- Partido da Sociedade (Samfunnspartiet)
- Lista dos Oponentes do Aborto (Abortmotstandernes Liste)
- Tverrpolitisk Folkevalgte
- Aliança Centrista (Sentrumsalliansen)
- Partido Contemporâneo (Samtidspartiet)
- Patriotas Noruegueses (NorgesPatriotene)
- Aliança Republicana Norueguesa (Norsk Republikansk Allianse)
- Vigrid

## Análise

Distribuição das legendas de cada partido:
Partido da Esquerda Socialista
Partido Trabalhista
Partido do Centro
Partido Democrata Cristão
Partido Liberal
Partido Conservador
Partido do Progresso

O vencedor no pleito foi o Partido Trabalhista, com 31,8%, quase um ponto a menos que no pleito anterior. Seus aliados, o Partido da Esquerda Socialista e o Partido Centrista alcançaram 9,8% e 6,8%, respectivamente. O populista Partido do Progresso ficou em segundo lugar, com 21,6%, meio ponto a menos que em 2005, seguido pelo Partido Conservador, com 15,1%; o Partido Democrata-Cristão, com 6%; e o Partido Liberal, com 4,5%.

## Resultados Oficiais
| Partidos                | Partidos                       | Votos     | %             | +/-   | Deputados | +/-     |
| ----------------------- | ------------------------------ | --------- | ------------- | ----- | --------- | ------- |
|                         | Partido Trabalhista Norueguês  | 949 049   | 35,4 / 100,0  | 2,7   | 64 / 169  | 3       |
|                         | Partido do Progresso           | 614 717   | 22,9 / 100,0  | 0,8   | 41 / 169  | 3       |
|                         | Partido Conservador            | 462 458   | 17,2 / 100,0  | 3,1   | 30 / 169  | 7       |
|                         | Partido da Esquerda Socialista | 166 361   | 6,2 / 100,0   | 2,6   | 11 / 169  | 4       |
|                         | Partido do Centro              | 165 006   | 6,2 / 100,0   | 0,3   | 11 / 169  | Estável |
|                         | Partido Democrata Cristão      | 148 748   | 5,5 / 100,0   | 1,3   | 10 / 169  | 1       |
|                         | Partido Liberal                | 104 144   | 3,9 / 100,0   | 2,0   | 2 / 169   | 8       |
|                         | Partido Vermelho               | 36 219    | 1,3 / 100,0   | 0,1   | 0 / 169   | Estável |
|                         | Outros                         | 36 201    | 1,3 / 100,0   |       | 0 / 169   |         |
| Votos inválidos         | Votos inválidos                | 13 732    | 0,5 / 100,0   | 0,1   |           |         |
| Total                   | Total                          | 2 696 468 | 100,0 / 100,0 |       | 169 / 169 |         |
| Eleitorado/Participação | Eleitorado/Participação        | 3 530 785 | 76,4 / 100,0  | 1,0   |           |         |
| Fonte                   | Fonte                          | [ 5 ]     | [ 5 ]         | [ 5 ] | [ 5 ]     | [ 5 ]   |

#### Resultados por Blocos Políticos
| Partidos | Partidos                   | Votos     | %            | +/- | Deputados | +/- |
| -------- | -------------------------- | --------- | ------------ | --- | --------- | --- |
|          | Coligação Vermelho-Verde   | 1 280 416 | 47,7 / 100,0 | 0,3 | 86 / 169  | 1   |
|          | Oposição de Centro-direita | 1 330 067 | 49,6 / 100,0 | 0,7 | 83 / 169  | 3   |